# エイドリアン・ライン
エイドリアン・ライン（Adrian Lyne、1941年3月4日 - ）は、イギリス・ピーターバラ出身の映画監督・映画プロデューサーである。

## 略歴
広告代理店勤務を経て、テレビCMの制作会社を設立、CMや短編映画を製作していたが、1980年の『フォクシー・レディ』で長編映画の監督としてデビューを果たす。
1983年の『フラッシュダンス』では、映画監督の他に劇中歌「マニアック」（マイケル・センベロ）のプロモーションビデオのディレクターも担当し、共にヒットしたことで注目された。
以降、『ナインハーフ』『危険な情事』等の話題作を監督した。2002年の『運命の女』では、監督・製作として参加し、映画プロデューサーとしても活動するようになった。
『危険な情事』では、アカデミー監督賞にノミネートされている。

## 特徴
光と影のコントラストによる演出方法が特徴で、普通の監督なら生々しくなりそうな題材を刺激的かつスタイリッシュな映像美で大ヒットに導く監督として有名である。1980年代きっての風俗作家としても評価が高い。
不倫映画を得意とし、2002年の『運命の女』では男に振り回される女をリアリティ溢れる演出で描き、大きな話題となった。

## フィルモグラフィ
| 年   | 題名                                | 備考       |
| ---- | ----------------------------------- | ---------- |
| 1980 | フォクシー・レディ Foxes            | 監督       |
| 1983 | フラッシュダンス Flashdance         | 監督       |
| 1986 | ナインハーフ 9½ Weeks               | 監督       |
| 1987 | 危険な情事 Fatal Attraction         | 監督       |
| 1990 | ジェイコブス・ラダー Jacob's Ladder | 監督       |
| 1993 | 幸福の条件 Indecent Proposal        | 監督       |
| 1997 | ロリータ Lolita                     | 監督       |
| 2002 | 運命の女 Unfaithful                 | 監督・製作 |
| 2022 | 底知れぬ愛の闇 Deep Water           | 監督       |